# Winter Wonderland
Winter Wonderland è una famosa canzone natalizia statunitense, scritta nel 1934 da Richard B. Smith (1901-1935; autore del testo) e da Felix Bernard (1897-1944; autore della melodia)..
La prima versione fu quella di Richard Himber (1900-1966), incisa nel 1934 assieme alla sua orchestra, seguita da quella di Guy Lombardo (1902-1977) con la sua orchestra, i Royal Canadians (sempre del 1934), mentre le versioni più note sono probabilmente quelle delle Andrews Sisters e di Perry Como, realizzate nel 1946.
Il brano, che ha probabilmente contribuito a rafforzare nell'immaginario collettivo l'idea della neve associata al Natale, figura nella lista delle 25 canzoni natalizie più eseguite del secolo, nonché stabilmente nella lista, stilata annualmente sempre dall'ASCAP, delle 25 canzoni natalizie più eseguite nei 5 anni precedenti (1º posto nel 2007).

## Storia

### Composizione
L'autore del testo, Richard B. Smith, direttore di un quotidiano, trasse ispirazione per la stesura del brano dalla vista del principale parco pubblico della sua città, Honesdale, in Pennsylvania, interamente coperto dalla neve.

### Le prime incisioni
Come detto, la prima versione discografica fu realizzata nel 1934 da Richard Himber e dalla sua orchestra, orchestra dove si segnala, tra l'altro, la presenza del celebre musicista jazz Artie Shaw (1910-2004).

Nello stesso anno, il brano fu inciso anche da Guy Lombardo con l'orchestra da lui diretta: quest'ultima versione raggiunse il secondo posto delle classifiche.
Nel 1946, lo stesso Guy Lombardo, incise nuovamente il brano in una versione rimaneggiata secondo un arrangiamento musicale basato sullo stile boogie-woogie.

### Il riconoscimento dell'ASCAP nel 2007
Il 12 novembre 2007, l'ASCAP annunciò che il brano Winter Wonderland era risultato per la prima volta la canzone natalizia con il maggior numero di incisioni nei 5 anni precedenti.

Il brano precedette, nell'ordine: The Christmas Song, Have Yourself a Merry Little Christmas, Santa Claus Is Coming to Town e White Christmas.

## Testo
Nonostante il brano sia tradizionalmente associato alla stagione natalizia, il testo non parla esplicitamente del Natale, ma semplicemente di una passeggiata in una giornata d'inverno in un paesaggio innevato, in cui passa una slitta con tanto di tintinnio di campane, mentre un uccello canta una canzone d'amore e si pensa a costruire un pupazzo di neve.

## Titoli del brano in altre lingue
- Vår vackra vita vintervärld (svedese)
- Winter Wunderland o Weißer Winterwald (tedesco)

## Versioni discografiche
Tra i numerosi cantanti e/o gruppi musicali che hanno inciso il brano, figurano:
- A Fine Frenzy (Oh, Blue Christmas)
- Aimee Mann
- Air Supply (The Christmas Album, 1987)
- Alexis Stone Lopez
- Al Green
- Al Jarreau
- Aly & AJ (Acoustic Hearts of Winter, 2006)
- America
- Amy Grant
- The Andrews Sisters (1946 e 1951)
- Andy Williams
- Anne Murray
- Annie Lennox
- Aretha Franklin
- Arthur Fiedler & I Boston Pops
- Ashanti (Ashanti's Christmas, 2003)
- Babyface
- Banaroo
- Barry Manilow
- Bert Kaempfert
- Bette Midler (in: Cool Yule, 2006)
- Billy "Crash" Craddock
- Billy Gilman
- Billy Idol
- Bing Crosby
- Bob Dylan (Christmas in the Heart, 2009)
- Booker T & The MGs (In the Christmas Spirit, 1966)
- Boston Pops Orchestra
- Brad Paisley (Brad Paisley Christmas)
- Brenda Lee
- Brooks & Dunn
- Burl Ives
- Byron Lee & the Dragonaires
- The California Raisins
- Cap’n Jazz
- Carnie Wilson & Wendy Wilson
- The Carpenters
- Celtic Woman (Home for Christmas, 2012)
- Charlotte Church
- Chet Atkins
- Chicago
- Christina Christian
- Clay Aiken (Merry Christmas with Love, 2004)
- The Cocteau Twins
- Connie Francis (Christmas in My Heart, 1959)
- Connie Talbot
- Cravin' Melon
- Cyndi Lauper
- The Nashville Brass
- Darlene Love
- Dave Brubeck
- Dave Koz
- Dean Martin (The Dean Martin Christmas Album, 1966; Christmas with Nat and Dean, 1996)
- The Del Rubio Triplets
- Diana Krall (Christmas Songs, 2005)

- Diana Ross
- Dolly Parton
- Donny Osmond & Marie Osmond
- Doris Day (The Doris Day Christmas Album, 1964)
- Eddy Arnold
- Ednita Nazario
- Ella Fitzgerald (1960)
- Ellen Grey
- Elvis Presley (Elvis Sings the Wonderful World of Christmas, 1971)
- Engelbert Humperdinck
- Enrico Ruggeri (Il regalo di Natale, 2007)
- Erich Kunzel & la Cincinnati Pops Orchestra
- Etta James
- Eurythmics (A Very Special Christmas, 2007)
- Fleming and John
- Frank Sinatra
- Garth Brooks
- Gary Hoey
- George Strait
- Gitte & Klaus
- Goldfrapp
- Grandaddy
- Guy Lombardo (1934 e 1946)
- Harry Connick Jr.
- Hellogoodbye
- Herb Alpert & The Tijuana Brass
- Jackie Gleason (1956)
- James Taylor & Chris Botti (At Christmas, 2006)
- Jamie Cullum
- Jason Mraz
- Jesse McCartney
- Jewel
- John Fleming
- Johnny Mathis (1958)
- Jonas Brothers
- Joy Electric
- The Judds
- Julio Iglesias (versione in tedesco in Ein Weihnachtsabend mit Julio Iglesias, 1978)
- Kate Havnevik
- Keahiwai
- Kenny G
- Kikki Danielsson
- Kiri Te Kanawa
- Lady Gaga e Tony Bennett (2014)
- Larry Carlton
- Larry Groce
- Leon Redbone
- Lionel Richie (2006)
- Liz Phair
- Louis Armstrong
- Macy Gray
- Mandy Moore
- The Manhattan Transfer (An Acapella Christmas, 2004)
- Mantovani
- Matteo Brancaleoni
- Michael Bolton

- Miley Cyrus
- Mireille Mathieu
- Mitch Miller
- Mormon Tabernacle Choir
- Neil Diamond
- Ozzy Osbourne & Jessica Simpson
- Olivia Holt
- The Partridge Family
- Pat Boone
- Pat Green
- Paola Iezzi
- Paul Anka
- Paul Carrack
- Peggy Lee
- Percy Faith
- Perry Como
- Peter Alexander
- Phantom Planet
- The Platters
- Point of Grace
- The Puppini Sisters (Christmas with The Puppini Sisters)
- Radiohead
- Randy Travis
- Rankin Bass
- Ray Charles (The Spirit of Christmas, 1995)
- Ray Conniff
- Richard Himber
- Ricky Van Shelton
- Ringo Starr
- Robert Goulet
- Robbie Williams
- Rockapella
- Rod Stewart
- The Ronettes
- Rosemary Clooney
- Sammy Kershaw
- Selena Gomez & The Scene
- The Saturdays
- Shirley Horn
- Silvia Kaufmann (Bethlehem ist überall, 2004)
- Smokey Robinson & The Miracles (Christmas with The Miracles, 1963)
- Sonny Rollins (1964)
- Steve Goodman
- Steve Lukather
- Steven Curtis Chapman
- Steve Taylor
- Stryper (singolo del 1985)
- Sugarland
- Take 6
- Tanya Tucker
- Tara MacLean
- Taylor Horn
- Ted Weems
- The Toasters
- Toby Keith
- Tony Bennett (1968)
- Tre Tenori
- Tuck Andress
- Vanessa Hudgens
- Vic Damone
- Willie Nelson
- Wynonna Judd

## La canzone nel cinema e in TV
- La canzone è stata inserita nel film Harry, ti presento Sally... (Harry Meets Sally, 1989)[11]

## Il brano nella cultura di massa
- Parafrasando la frase del brano Walking in a Winter Wonderland, i neopagani festeggiano il Natale intonando Walking in a Wiccan Wonderland[12]
- In Inghilterra, il brano è spesso utilizzato nei cori dei tifosi delle squadre di sport[3]: ad esempio, nel 2006, i tifosi del Manchester Utd gridarono ai rivali del Chelsea: Mourinho are you listening, you'd better keep our trophy glistening, coz we'll be back in May to take it away, walking in a Fergie Wonderland![3] (sempre parafrasando la frase della canzone Walking in a Winter Wonderland)